# العلاقات الجزائرية الجامايكية
العلاقات الجزائرية الجامايكية هي العلاقات الثنائية التي تجمع بين الجزائر وجامايكا.

## مقارنة بين البلدين
هذه مقارنة عامة ومرجعية للدولتين:
| وجه المقارنة                                              | الجزائر                      | جامايكا       |
| --------------------------------------------------------- | ---------------------------- | ------------- |
| المساحة (كم2)                                             | 2.38 مليون                   | 10.99 ألف     |
| عدد السكان (نسمة)                                         | 38.81 مليون                  | 2.95 مليون    |
| الكثافة السكانية (ن./كم²)                                 | 16.31                        | 268.43        |
| العاصمة                                                   | الجزائر                      | كينغستون      |
| اللغة الرسمية                                             | اللغة العربية، لغات أمازيغية | لغة إنجليزية  |
| العملة                                                    | دينار جزائري                 | دولار جامايكي |
| الناتج المحلي الإجمالي (بليون دولار)                      | 170.37 مليار                 | 14.77 مليار   |
| الناتج المحلي الإجمالي (تعادل القوة الشرائية) بليون دولار | 582.63 مليار                 | 24.79 مليار   |
| الناتج المحلي الإجمالي الاسمي للفرد دولار أمريكي          | 4.21 ألف                     | 5.23 ألف      |
| الناتج المحلي الإجمالي للفرد دولار أمريكي                 | 14.19 ألف                    | 8.88 ألف      |
| مؤشر التنمية البشرية                                      | 0.745                        | 0.719         |
| رمز المكالمات الدولي                                      | +213                         | +1876         |
| رمز الإنترنت                                              | .dz                          | .jm           |
| المنطقة الزمنية                                           | ت ع م+01:00                  | 00            |

## منظمات دولية مشتركة
يشترك البلدان في عضوية مجموعة من المنظمات الدولية، منها:
| علم المنظمة | اسم المنظمة                               | تاريخ انضمام الجزائر | تاريخ انضمام جامايكا |
| ----------- | ----------------------------------------- | -------------------- | -------------------- |
|             | يونسكو                                    | 15 أكتوبر 1962       | 7 نوفمبر 1962        |
|             | وكالة ضمان الاستثمار متعدد الأطراف        | 4 يونيو 1996         | 12 أبريل 1988        |
|             | الأمم المتحدة                             | 8 أكتوبر 1962        | 18 سبتمبر 1962       |
|             | الاتحاد البريدي العالمي                   | ?                    | ?                    |
|             | البنك الدولي للإنشاء والتعمير             | 26 سبتمبر 1963       | 21 فبراير 1963       |
|             | المنظمة الهيدروغرافية الدولية             | ?                    | ?                    |
|             | الاتحاد الدولي للاتصالات                  | 3 مايو 1963          | 18 فبراير 1963       |
|             | منظمة حظر الأسلحة الكيميائية              | ?                    | ?                    |
|             | مؤسسة التمويل الدولية                     | 23 سبتمبر 1990       | 31 مارس 1964         |
|             | المركز الدولي لتسوية المنازعات الاستشارية | 22 مارس 1996         | 14 أكتوبر 1966       |
|             | منظمة التجارة العالمية                    | ?                    | ?                    |
|             | منظمة الشرطة الجنائية الدولية             | ?                    | ?                    |

## وصلات خارجية
- موقع وزارة الخارجية الجزائرية
- موقع وزارة الخارجية الجامايكية